# Francesco Guidi (General)

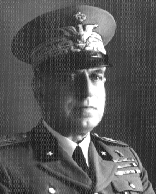
Francesco Guidi

Francesco Guidi (* 22. Januar 1876 in Mercato Saraceno; † 20. Februar 1970 in Rom) war ein italienischer General des Königlich-Italienischen Heeres zuletzt im Rang eines designierten Armeegenerals. 1939 war er Oberbefehlshaber der 10. Armee und gehörte zwischen 1939 und 1944 dem Senat an.

## Leben

### Offiziersausbildung und Erster Weltkrieg
Francesco Guidi, Sohn von Antonio Guidi und dessen Ehefrau Maria Apolloni, trat 1893 als Freiwilliger in das 11. Leichte Kavallerie-Regiment (11º Reggimento „Cavallereggi di Foggia“) ein und absolvierte eine Offiziersausbildung an der Accademia Militare di Modena. Nach deren Abschluss am 31. Oktober 1899 wurde er als Leutnant (Sottotenente) in die Kavallerie des Gebirgsarmeekorps (Corpo d’armata alpino) des Heeres (Esercito Italiano) übernommen. Nach verschiedenen Verwendungen als Offizier nahm er zwischen 1915 und 1918 am Ersten Weltkrieg teil und wurde am 3. April 1915 Ritter des Ordens der Heiligen Mauritius und Lazarus sowie am 3. April 1916 auch Ritter des Ordens der Krone von Italien. Nach seiner Beförderung zum Oberstleutnant (Tenente Colonnello) am 31. Mai 1917 war er zwischen dem 1. Juni 1917 und dem 4. Juni 1918 kommissarischer Büroleiter des Generalinspekteurs der Kavallerie. Am 4. Juni 1918 wurde er zum Oberst (Colonnello) befördert und fungierte im Anschluss vom 4. Juni 1918 bis zum 30. September 1919 als Büroleiter des Generalinspekteurs der Kavallerie.
Im letzten Kriegsjahr nahm er in dieser Funktion an der Zweiten Schlacht am Piave (15. bis 22. Juni 1918) teil, die mit einem Abwehrsieg der Italiener endete und zum Rückzug in die Ausgangsstellungen führte, und wurde für seine dortigen Verdienste am 19. September 1918 auch Ritter des Militärordens von Savoyen. Darüber hinaus war er Teilnehmer an der Schlacht von Vittorio Veneto (24. Oktober bis 4. November 1918), die mit einem Sieg der Entente endete und zum Zusammenbruch Österreich-Ungarns führte.

### Zwischenkriegszeit
Nach Ende des Ersten Weltkrieges war Oberst Guidi zwischen dem 30. September 1919 und dem 14. März 1920 zunächst Chef des Stabes der 2. Kavalleriedivision (2ª Divisione di cavalleria) und im Anschluss vom 14. März bis zum 27. Juni 1920 kurzzeitig Chef des Stabes der Truppen in der Trento Zone, der nach dem Ersten Weltkrieg neu annektierten Gebiete Tirols des „Venezia Tridentina“. Im Anschluss war er zwischen dem 27. Juni 1920 und dem 19. Juli 1924 erst Chef des Stabes des Neapel-Korps sowie daraufhin vom 19. Juli 1924 bis zum 27. Februar 1927 Kommandeur des 5. Leichten Kavallerie-Regiments (5º Reggimento „Cavallereggi di Novara“). Für seine dortigen Verdienste wurde er am 18. April 1926 Offizier des Ordens der Krone von Italien und fungierte zwischen dem 27. Februar und dem 29. September 1927 abermals als Chef des Stabes des Neapel-Korps.
Im Anschluss war er vom 29. September 1927 bis zum 1. November 1929 Kommandeur des 1. Kavalleriekommandos und erhielt in dieser Verwendung am 1. März 1928 seine Beförderung zum Brigadegeneral (Generale di Brigata). Er fungierte zwischen dem 1. November 1929 und dem 24. September 1933 als Kommandant der Applikationsschule der Kavallerie (Scuola di applicazione dell’arma di Cavalleria) in Pinerolo und wurde in dieser Funktion am 18. April 1931 Kommandeur des Ordens der Krone von Italien. Darüber hinaus wurde er während dieser Zeit am 1. April 1932 zum Generalmajor (Generale di Divisione) befördert und am 11. Januar 1933 zudem Offizier des Ordens der Heiligen Mauritius und Lazarus. Nachdem er zwischen dem 24. September 1933 und dem 28. Februar 1934 Kommandeur der Territorialdivision „Verona“ war, übernahm er vom 28. Februar bis zum 20. September 1934 den Postan als Kommandeur der 9. Infanteriedivision (9ª Divisione fanteria “Pasubio”). Er fungierte daraufhin zwischen dem 20. September 1934 und dem 13. November 1935 als Kommandeur der 3. Schnellen Division (3ª Divisione celere “Principe Amedeo Duca d’Aosta”) und wurde in dieser Stellung am 9. Mai 1935 Großoffizier des Ordens der Krone von Italien.
Am 13. November 1935 wurde Francesco Guidi Kommandierender General des IV. Korps (IV Corpo d’armata) und hatte diesen Posten bis zum 14. Juli 1938 inne. Er wurde am 2. Januar 1936 zum Generalleutnant (Generale di corpo d’armata) befördert und am 4. Juni 1936 auch zum Kommandeur des Ordens der Heiligen Mauritius und Lazarus ernannt. Er wurde vom 14. Juli 1938 bis zum 29. Juni 1939 zum Kriegsministerium (Ministero della Guerra) abgeordnet und bekam für seine langjährigen Verdienste am 24. Juli 1938 das Großkreuz des Ordens der Krone von Italien verliehen. Des Weiteren wurde ihm am 29. Juni 1939 mit Rückwirkung zum 22. Januar 1939 der Titel eines designierten Generals (Generale designato d’armata) verliehen.

### Zweiter Weltkrieg, Senator und Anklage vor dem ACGSF
Er war bis zum 15. Oktober 1939 abermals zum Kriegsministerium abgeordnet. Er wurde zu Beginn des Zweiten Weltkrieges Oberbefehlshaber der 10. Armee (10ª Armata) in Nordafrika und auf diesem Posten am 23. Januar 1940 von Generale di Corpo d’Armata Mario Berti abgelöst.
Am 12. Oktober 1939 wurde Guidi von König Viktor Emanuel III. zum Mitglied des Senats (Senato del Regno) ernannt und gehörte diesem bis zum 5. August 1943 an. Während seiner Senatsmitgliedschaft war er vom 23. Januar 1940 bis zum 5. August 1943 Mitglied des Streitkräfteausschusses (Commissione delle Forze Armate). Er befand sich zwischen dem 15. Oktober 1939 und dem 10. Juni 1940 zur besonderen Verfügung des Chefs des Generalstabes des Heeres, Generale designato d’armata Alberto Pariani	beziehungsweise ab dem 3. November 1939 von dessen Nachfolger Maresciallo d’Italia, Rodolfo Graziani. In dieser Zeit wurde er am 15. Januar 1940 auch Großoffizier des Ordens des Heiligen Mauritius und Lazarus und zwischen dem 10. Juni 1940 und dem 22. November 1942 wiederum zum Kriegsministerium abgeordnet. Nachdem er vom 22. November 1942 bis zum 10. März 1943 Inspekteur des Offizierspersonals im Kriegsministerium war, blieb er zum Kriegsministerium abgeordnet.
Am 8. Juli 1944 wurde er vor dem Obersten Gerichtshof für Sanktionen gegen den Faschismus ACGSF (Alta Corte di Giustizia per le Sanzioni contro il Fascismo) angeklagt. Er wurde als Senator mit dafür verantwortlich gemacht, den Faschismus aufrechterhalten und den Krieg sowohl mit Stimme als auch mit individuellen Aktionen, einschließlich Propaganda innerhalb und außerhalb des Senats, ermöglicht zu haben. Durch Beschluss vom 16. November 1944 wurden seine Ämter und sein Vermögen für verfallen erklärt. Nach Kriegsende legte er gegen das Verfallsurteil Berufung ein, die am 27. Juli 1946 wohlwollend angenommen wurde. Aus seiner Ehe mit Matilde Garofalo ging der Sohn Enrico Guidi hervor.

## Hintergrundliteratur
- Marziano Brignoli: Cavalleria a Voghera. I Reggimenti di guernigione a Voghera dal 1859 al 1943, Voghera, Società Cooperativa Editoriale Oltrepò, 2007.
- Luigi Cadorna: La guerra alla fronte italiana, Band 1, Mailand, Fratelli Treves editori, 1921.
- Luigi Cadorna: La guerra alla fronte italiana, Band 2, Mailand, Fratelli Treves editori, 1921.
- Alberto Cavaciocchi: Gli italiani in guerra, Mailand, Ugo Mursia Editore s.r.l., 2014.
- Charles D. Pettibone: The Organization and Order of Battle of Militaries in World War. II Volume VI: Italy and France Including the Neutral Countries of San Marino, Vatican City (Holy See), Andorra, and Monaco, Trafford Publishing, 2010, ISBN 1-4269-4633-3.